# Фудбалска репрезентација Кине
Фудбалска репрезентација Кине (кин: 中国国家足球队; пин: Zhōngguó Guójiā Zúqiú Duì) је фудбалски тим који представља Народну Републику Кину на међународним такмичењима и под контролом је Фудбалског савеза Кине.
Национални тим Кине је основан 1924. у Републици Кини под покровитељством Фудбалског савеза Кине (Кинеског Тајпеја) а ФИФА-и се придружила 1931. Пратећи Кинески грађански рат, Фудбалски савез Кине је формиран у новооснованој Народној Републици Кини. Ово тело је остало у ФИФИ до 1958, када се повукло, придруживши се поново 1979.
Након преноса суверенитета Хонгконга 1997. из руку Уједињеног Краљевства и Макауа од Португала 1999. године, ова два специјална административна региона, наставила су да имају сопствене националне фудбалске тимове.

## Резултати репрезентације

### Светска првенства
| Година         | Коло                  |
| -------------- | --------------------- |
| 1930. до 1954. | Није учествовала      |
| 1958           | Није се квалификовала |
| 1962. до 1978. | Није учествовала      |
| 1982. до 1998. | Није се квалификовала |
| 2002.          | 1. коло               |
| 2006. до 2022. | Није се квалификовала |
| Укупно         | 1/22                  |

### АФК азијски куп
| Првенство      | Резултат         | ИГ | Д  | Н  | ИЗ | ГД | ГП |
| -------------- | ---------------- | -- | -- | -- | -- | -- | -- |
| 1956. до 1972. | Није учествовала | -  | -  | -  | -  | -  | -  |
| 1976           | 3. место         | 4  | 1  | 1  | 2  | 2  | 4  |
| 1980           | 1. коло          | 4  | 1  | 1  | 2  | 9  | 5  |
| 1984           | 2. место         | 6  | 4  | 0  | 2  | 11 | 4  |
| 1988           | 4. место         | 6  | 2  | 2  | 2  | 7  | 5  |
| 1992           | 3. место         | 5  | 1  | 3  | 1  | 6  | 6  |
| 1996           | Четвртфинале     | 4  | 1  | 0  | 3  | 6  | 7  |
| 2000           | 4. место         | 6  | 2  | 2  | 2  | 11 | 7  |
| 2004           | 2. место         | 6  | 3  | 2  | 1  | 13 | 6  |
| 2007           | 1. коло          | 3  | 1  | 1  | 1  | 7  | 6  |
| 2011           | 1. коло          | 3  | 1  | 1  | 1  | 4  | 4  |
| 2015           | Четвртфинале     | 4  | 3  | 0  | 1  | 5  | 4  |
| 2019           | Четвртфинале     | 5  | 3  | 0  | 2  | 7  | 7  |
| Укупно         | 12/17            | 56 | 23 | 13 | 20 | 88 | 65 |

### Источноазијски куп
| Година | Пласман  | Поз | ИГ | Д | Н | ИЗ | ГД | ГП |
| ------ | -------- | --- | -- | - | - | -- | -- | -- |
| 1990.  | 2. место | 2   | 4  | 2 | 1 | 1  | 4  | 2  |
| 1992.  | 4. место | 4   | 3  | 0 | 1 | 2  | 2  | 6  |
| 1995.  | 4. место | 4   | 4  | 0 | 3 | 1  | 2  | 3  |
| 1998.  | 2. место | 2   | 3  | 2 | 0 | 1  | 4  | 2  |
| 2003.  | 3. место | 3   | 3  | 1 | 0 | 2  | 3  | 4  |
| 2005.  | Првак    | 1   | 3  | 1 | 2 | 0  | 5  | 3  |
| 2008.  | 3. место | 3   | 3  | 1 | 0 | 2  | 5  | 5  |
| 2010.  | -        | -   | -  | - | - | -  | -  | -  |
| Укупно | 7/8      | -   | 23 | 7 | 7 | 9  | 25 | 25 |

* Црвени оквир означава да је Кина била домаћин турнира

### Пријатељске утакмице
| Кина        | 1:1    | Нови Зеланд |
| ----------- | ------ | ----------- |
| Ценг Ци 42’ | Детаљи | Вуд 87’     |

| Кина | 0:0    | Хондурас |
| ---- | ------ | -------- |
|      | Детаљи |          |

| Кина                                          | 4:0    | Киргистан |
| --------------------------------------------- | ------ | --------- |
| Ценг Ци 20’, · Ву Леи 20’, · Јанг Ху 54’, 79’ | Детаљи |           |

| Кина                             | 2:0    | Киргистан |
| -------------------------------- | ------ | --------- |
| Геоп Лин 75’, · Јанг Ху 54’, 81’ | Детаљи |           |

## Стадион
Раднички стадион (кинески: 工人体育场) је стадион са више намена у Пекингу. Највише се користи за фудбалске мечеве. Изграђен је 1959, а последњи пут је реновиран 2004. године. Тренутно има капацитет од 66.161 седећих места и обухвата земљиште површине 350.000 m². Стадион је један од Десет великих објеката изграђених 1959. поводом десетогодишњице од оснивања Народне Републике Кине.
Био је главни објекат на Азијским играма 1990., где су одржане церемоније отварања и затварања. На њему се такође играла и финална утакмица АФК Азијског купа 2004., када је Кина поражена са 1:3 од Јапана. ФК Пекинг Гуоан игра своје домаће утакмице на Радничком стадиону.

## Рекорди

### Највише наступа
Од 22. јуна 2008.
| Поз | Играч       | Наступа | Играо         |
| --- | ----------- | ------- | ------------- |
| 1.  | Ли Минг     | 141     | 1991–2004     |
| 2.  | Ђа Сјућуен  | 136     | 1982–1993     |
| 3.  | Фан Џији    | 132     | 1987–2002     |
| 4.  | Сје Јусин   | 120     | 1987–1996     |
| 5.  | Ли Фушенг   | 119     | 1976–1984     |
| 6.  | Хао Хајдунг | 116     | 1987–2004     |
| 7.  | Лин Лефенг  | 113     | 1977–1986     |
| 8.  | Оу Чуљанг   | 109     | 1990–2002     |
| 9.  | Ли Вејфенг  | 105     | 1997–тренутно |

### Најбољи стрелци
Од 14. новембра 2009.
| Поз | Играч        | Голова | Играо           |
| --- | ------------ | ------ | --------------- |
| 1.  | Хао Хајдунг  | 41     | 1987 - 2004     |
| 2.  | Љу Хајгуанг  | 36     | 1983 - 1990     |
| 3.  | Ма Лин       | 33     | 1984 - 1990     |
| 4.  | Ли Хуеј      | 28     | 1983 - 1988     |
| 5.  | Су Маоџен    | 26     | 1992 - 2002     |
| 5.  | Ли Ђинју     | 26     | 1996 - тренутно |
| 7.  | Цуо Шушенг   | 23     | 1979 - 1985     |
| 8.  | Џао Дају     | 19     | 1982 - 1986     |
| 8.  | Фан Џији     | 19     | 1987 - 2002     |
| 8.  | Мај Чао      | 19     | 1986 - 1992     |
| 11. | Гу Гуангминг | 15     | 1979 - 1985     |
| 12. | Ђа Сјућуен   | 14     | 1982 - 1993     |
| 12. | Ћу Бо        | 14     | 2000 - тренутно |
| 14. | Сје Јусин    | 13     | 1987 - 1996     |
| 14. | Ли Вејфенг   | 13     | 1997 - тренутно |